# Elsa Zylberstein
Pour les articles homonymes, voir Zylberstein.
Elsa Zylberstein, née le 16 octobre 1968 à Boulogne-Billancourt, est une actrice française.
Remarquée en 1991 dans Van Gogh de Maurice Pialat, elle devient progressivement une figure familière du public, en particulier après son rôle dans Mina Tannenbaum de Martine Dugowson en 1994, qui vaut à l’actrice une troisième nomination aux César, et pour lequel elle reçoit le prix Romy-Schneider.
Elle collabore ensuite avec des réalisateurs renommés tels que Jean-Pierre Jeunet, Claude Lelouch ou Olivier Dahan. Actrice éclectique, elle navigue entre tragédies romantiques, comédies ou superproductions, et remporte de nombreux prix d'interprétation dont le César de la meilleure actrice dans un second rôle en 2009.

## Biographie

### Famille, formation et débuts
Elsa Florence Zylberstein naît le 16 octobre 1968 à Boulogne-Billancourt. Elle est la fille du physicien Albert Zylberstein, Juif ashkénaze d'origine russe, et de Liliane Chenard, française catholique, travaillant chez Dior Parfums. Elle a un frère, Benjamin.
Enfant anxieuse et timide à dix ans, elle est poussée par sa mère à faire de la danse classique où elle se révèle douée mais, voulant poursuivre ses études, elle refuse d'intégrer l'Opéra de Paris. Elle passe un baccalauréat littéraire et commence des études universitaires d’anglais.
Attirée par le monde artistique, elle intègre en parallèle la classe libre du cours Florent de Francis Huster, sur les conseils de Charlotte Rampling que son père a rencontrée par hasard dans un avion, et travaille également avec un professeur de l'Actors Studio.

### Carrière d'actrice

#### Débuts et premiers succès au cinéma
Apparue à l’écran pour la première fois dans Baptême de René Féret, elle se fait remarquer sur le tournage du Van Gogh de Maurice Pialat. Alors qu'elle n'était que silhouette, le réalisateur lui propose le rôle de la prostituée pour lequel elle obtient le prix Michel-Simon en 1992, ainsi que la première de ses trois nominations au César du meilleur espoir féminin.
En 1993, Elsa Zylberstein passe le casting de Pulp Fiction de Quentin Tarantino, pour interpréter le rôle finalement confié à Maria de Medeiros.

#### Confirmation critique
Sa carrière décolle, et elle enchaîne les tournages de films comme Beau fixe de Christian Vincent pour lequel elle obtient une deuxième nomination aux César. En 1994, elle joue le rôle d’Ethel dans Mina Tannenbaum, un récit d’amitié adolescente et de la découverte de la vie, pour lequel elle obtient le prix Romy-Schneider et une troisième nomination aux César. Elle poursuit en 1994 avec Farinelli de Gérard Corbiau, nommé aux Oscars, puis Tenue correcte exigée de Philippe Lioret en 1996.
En 1997, elle interprète le rôle de Suzanne Valadon dans Lautrec de Roger Planchon, qui reçoit deux César (décors et costumes). Sa carrière se poursuit avec des rôles dans L'homme est une femme comme les autres de Jean-Jacques Zilbermann (1998), Monsieur N. d’Antoine de Caunes (2003) ou La Petite Jérusalem de Karin Albou (2004).
Elle tourne dans quatre films de Raoul Ruiz : Le Temps retrouvé, Combat d'amour en songe, Ce jour-là, La Maison Nucingen.

Elle joue également dans des films en anglais tels que Jefferson à Paris de James Ivory avec Gwyneth Paltrow, Metroland de Philip Saville avec Christian Bale et Emily Watson, Modigliani de Mick Davis avec Andy García, Bel Canto de Paul Weitz avec Julianne Moore, Waiting for Anya de Ben Cookson avec Jean Reno, Noah Schnapp et Anjelica Huston.

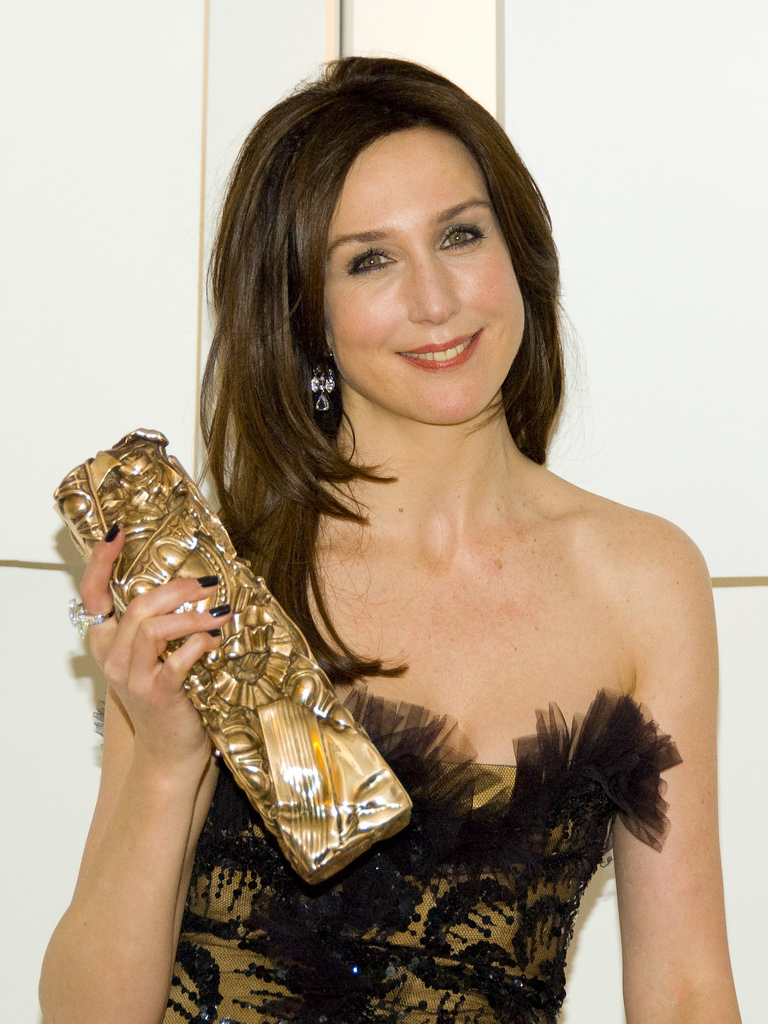
L'actrice avec son César de la meilleure actrice dans un second rôle, en 2009.

En 2009, elle obtient le César de la meilleure actrice dans un second rôle pour sa prestation dans Il y a longtemps que je t'aime de Philippe Claudel, drame franco-canadien dans lequel elle joue le rôle de Léa, retrouvant sa sœur Juliette (Kristin Scott Thomas), qui sort de quinze ans de détention. Le film est un succès critique et reçoit deux César, le Bafta du meilleur film étranger, et est également nommé aux Golden Globes.
L’actrice se prête également à la comédie, comme pour Un plus une de Claude Lelouch (2015), mettant en scène une romance avec Jean Dujardin en Inde, ou Tout le monde debout (2018), premier long-métrage de Franck Dubosc. En 2020, elle obtient le prix d'interprétation féminine pour Tout nous sourit de Mélissa Drigeard au Festival de l'Alpe d'Huez.
Pendant le confinement, elle crée un personnage fictif sur Instagram, Mytho, qui rencontre un franc succès. Elle confie en avoir eu l’idée au détour d’une conversation avec Gad Elmaleh. L’actrice projette d’adapter l’idée en film, réalisé par Michaël Pierrard et coécrit par Alex Lutz.
En 2022, elle est à l’affiche de Big Bug, comédie rétrofuturiste de Jean-Pierre Jeunet diffusée sur Netflix, mettant en scène une révolte d’androïdes en 2050 et interrogeant les limites de l’intelligence artificielle. Elle tient également le rôle principal dans Simone, le voyage du siècle d’Olivier Dahan, dans lequel elle interprète l’ancienne ministre et militante emblématique pour les droits des femmes Simone Veil.
En 2024-2025, elle fait partie du film La Bonne Étoile de Pascal Elbé.

#### Autres
Elle a été membre du jury dans plusieurs festivals, dont le Festival du cinéma américain de Deauville en 1999, le Festival du film britannique de Dinard en 2010, ou le Festival international du film policier de Beaune en 2009 et 2015.
Elle a prêté sa voix en tant que narratrice du conte musical Halb, l'autre moitié, créé en 2014 par Sigrid Baffert et Alexis Ciesla et pour le livre audio Le Journal d'Hélène Berr.

### Vie privée
Elsa Zylberstein est la compagne d'Antoine de Caunes de 1997 à 2005, de l'humoriste et acteur Nicolas Bedos de septembre 2005 à début 2008,, du journaliste et producteur Georges-Marc Benamou et de l'écrivain Yann Moix.
Le 14 février 2014, le magazine Le Point annonce sa liaison avec Arnaud Montebourg, alors ministre du Redressement productif. Le 11 octobre de la même année, elle confirme sa rupture dans l'émission On n'est pas couché avec cette formule : « Le redressement n’a pas été très productif. »
Elle n'a pas d'enfants, ne se sentant pas capable d'en élever au moment où elle était parée. Elle ne ferme pas la porte à la maternité par l'adoption .

### Affaire judiciaire
En 2017, elle est condamnée par le tribunal correctionnel de Paris à trois mois de prison avec sursis et 1 500 euros d’amende pour avoir renversé une dame de 89 ans alors qu'elle conduisait sans permis, et pour avoir pris la fuite après l'accident. Elle expliqua avoir paniqué, et s'est rendue à la police peu après.

### Décoration
- Chevalier de l'ordre des Arts et des Lettres (2011)[19]

## Filmographie

### Cinéma
- 1989 : Jour après jour d'Alain Attal (créditée Elsa Stein)
- 1989 : Baptême de René Féret : Gabrielle
- 1991 : Génial, mes parents divorcent ! de Patrick Braoudé : sœur de Thomas  (créditée Elsa Steiner)
- 1991 : Alisée d'André Blanchard : Alisée
- 1991 : La Neige et le Feu de Claude Pinoteau
- 1991 : Van Gogh de Maurice Pialat : Cathy
- 1991 : Amoureuse de Jacques Doillon : Clairvoyant
- 1992 : De force avec d'autres de Simon Reggiani : Do
- 1992 : Beau fixe de Christian Vincent : Frédérique
- 1992 : Comment font les gens de Pascale Bailly (moyen métrage) : Yvette
- 1993 : La Place d'un autre de René Féret : Florence
- 1993 : Mina Tannenbaum de Martine Dugowson : Ethel Benegui
- 1993 : L'Orange amère d'Olivier Sadock (court métrage) : Fanny
- 1994 : Jefferson à Paris (Jefferson in Paris) de James Ivory : Adrienne de La Fayette
- 1994 : Farinelli (Farinelli: il castrato) de Gérard Corbiau : Alexandra
- 1996 : Tenue correcte exigée de Philippe Lioret : Lucie
- 1996 : Un samedi sur la terre de Diane Bertrand : Claire
- 1996 : Portraits chinois de Martine Dugowson : Emma
- 1997 : Metroland de Philip Saville : Annick
- 1997 : XXL d'Ariel Zeitoun : Arlette Stern
- 1997 : Lautrec de Roger Planchon : Suzanne Valadon
- 1998 : L'homme est une femme comme les autres de Jean-Jacques Zilbermann : Rosalie Baumann
- 1998 : Le Temps retrouvé de Raoul Ruiz : Rachel
- 1999 : Je veux tout de Guila Braoudé : Éva
- 2000 : Là-bas... mon pays d'Alexandre Arcady : la femme de Pierre Nivel
- 2000 : Combat d'amour en songe de Raoul Ruiz : Lucrezia
- 2001 : Not Afraid, Not Afraid d'Annette Carducci
- 2001 : Féroce de Gilles de Maistre : Zébulon, la conseillère en communication
- 2001 : Un ange de Miguel Courtois : Léa Pastore
- 2001 : Les Fantômes de Louba de Martine Dugowson : Louba
- 2002 : Une souris verte de Mathias Ledoux : Nathalie Cross
- 2002 : Ce jour-là de Raoul Ruiz : Livia
- 2002 : Monsieur N. d'Antoine de Caunes : Albine de Montholon
- 2003 : Qui perd gagne ! de Laurent Bénégui : Angèle
- 2003 : Modigliani de Mick Davis : Jeanne Hébuterne
- 2003 : Demain on déménage de Chantal Akerman : Michèle
- 2004 : Pourquoi (pas) le Brésil de Lætitia Masson : Lætitia Masson / Christine Angot
- 2004 : La Petite Jérusalem de Karin Albou : Mathilde
- 2005 : La cloche a sonné de Bruno Herbulot : Léa
- 2005 : J'invente rien de Michel Leclerc : Mathilde
- 2006 : Le Concile de pierre de Guillaume Nicloux : Clarisse
- 2007 : La Fabrique des sentiments de Jean-Marc Moutout : Éloïse
- 2007 : Unknown Things de Bruno Coppola : la jeune femme
- 2008 : Il y a longtemps que je t'aime de Philippe Claudel : Léa
- 2008 : Enfances, segment L'Enfance d'Ingmar Bergman de Safy Nebbou : la mère
- 2008 : Nuit de chien de Werner Schroeter : Maria de Souza
- 2009 : La Maison Nucingen de Raoul Ruiz : Anne-Marie
- 2009 : La Folle Histoire d'amour de Simon Eskenazy de Jean-Jacques Zilbermann : Rosalie
- 2011 : Un baiser papillon de Karine Silla Pérez : Marie
- 2011 : Les Tribulations d'une caissière de Pierre Rambaldi : Marie
- 2011 : JC comme Jésus Christ de Jonathan Zaccaï : Elsa
- 2012 : Plan de table de Christelle Raynal : Catherine
- 2012 : À votre bon cœur, mesdames de Jean-Pierre Mocky : Sœur Blandine
- 2012 : Les Lignes de Wellington de Raoul Ruiz et Valeria Sarmiento : Irmã Cordélia
- 2014 : Gemma Bovery d'Anne Fontaine : Wizzy
- 2015 : The Price of Desire de Mary McGuckian : Romaine Brooks
- 2015 : Un plus une de Claude Lelouch : Anna Hamon
- 2016 : Les Têtes de l'emploi d'Alexandre Charlot et Franck Magnier : Cathy Begin
- 2017 : Un sac de billes de Christian Duguay : Anna Joffo
- 2017 : Chacun sa vie de Claude Lelouch : La comtesse
- 2017 : À bras ouverts de Philippe de Chauveron : Daphné Fougerole
- 2018 : Tout le monde debout de Franck Dubosc : Marie
- 2018 : Bel Canto de Paul Weitz : Edith Thibault
- 2018 : La Voix humaine de Roger Avary (court métrage) : elle
- 2019 : Je ne rêve que de vous de Laurent Heynemann : Jeanne Reichenbach
- 2019 : Je voudrais que quelqu'un m'attende quelque part d'Arnaud Viard : Héléna
- 2019 : La Vertu des impondérables de Claude Lelouch : Noémie
- 2019 : Selfie, segment Le Troll de Marc Fitoussi : Bettina
- 2020 : Anya (Waiting for Anya) de Ben Cookson : la mère de Jo
- 2020 : Tout nous sourit de Mélissa Drigeard : Audrey
- 2020 : Adorables de Solange Cicurel : Emma
- 2021 : L'amour c'est mieux que la vie de Claude Lelouch : Elsa
- 2022 : Big Bug de Jean-Pierre Jeunet : Alice
- 2022 : Champagne ! de Nicolas Vanier : Romane
- 2022 : Simone, le voyage du siècle d'Olivier Dahan : Simone Veil
- 2023 : Club Zero de Jessica Hausner : La mère d'Elsa
- 2023 : Veuillez nous excuser pour la gêne occasionnée d'Olivier Van Hoofstadt : Madeleine
- 2023 : Coup de chance de Woody Allen : Caroline Blanc
- 2024 : Finalement de Claude Lelouch : Léa
- 2025 : Natacha (presque) hôtesse de l'air  de Noémie Saglio : Colette
- 2025 : Dites-lui que je l'aime de Romane Bohringer : elle-même
- 2025 : La Bonne Étoile de Pascal Elbé
- 2025 : C'était mieux demain de Vinciane Millereau : Hélène
- 2025 : Brighton Storeys de John Jencks

### Télévision
- 1990 : Les Cadavres exquis de Patricia Highsmith, segment Puzzle de Maurice Dugowson (série) : Isabelle
- 1990 : Le Diable au corps de Gérard Vergez (téléfilm) : Mercedes
- 1992 : Princesse Alexandra de Denis Amar (téléfilm) : Sœur Ermenegilde
- 1992 : Les Aventures du jeune Indiana Jones (The Young Indiana Jones Chronicles), épisode Petrograd, july 2017 de Simon Wincer et Carl Schultz (série) : la fille au téléphone
- 2002 : Jean Moulin d'Yves Boisset (téléfilm) : Antoinette
- 2006 : Petits Meurtres en famille d'Edwin Baily (mini série) : Édith Le Tescou
- 2008 : Vénus et Apollon de Tonie Marshall et Maïté Maillé, saison 2 (série) : Angie
- 2009 : Myster Mocky présente, épisode Un risque à courir de Jean-Pierre Mocky (série)
- 2011 : La Double Inconstance de Carole Giacobbi (téléfilm) : Flaminia
- 2011 : Roses à crédit d'Amos Gitaï (téléfilm) : la pharmacienne
- 2014 : Frères d'armes de Rachid Bouchareb et Pascal Blanchard, épisodes Joséphine Baker et James Reese Europe (série) : narratrice
- 2020 : Il paradiso delle signore (série tv) : Galina Yermolayeva
- 2023 : Alphonse de Nicolas Bedos (série Prime Vidéo) : Eleonore Baumann

## Théâtre
- 1990 : Joko fête son anniversaire de Roland Topor, mise en scène Jean-Louis Jacopin, Petit Odéon
- 1991 : Eurydice de Jean Anouilh, mise en scène Georges Wilson, théâtre de l'Œuvre
- 1993 : Pygmalion de George Bernard Shaw, mise en scène Bernard Murat, théâtre Hébertot
- 1997 : Six personnages en quête d'auteur de Luigi Pirandello, mise en scène Jorge Lavelli, TNP Villeurbanne
- 1998 : Six personnages en quête d'auteur de Luigi Pirandello, mise en scène Jorge Lavelli, Théâtre de l'Eldorado
- 2000 : Le Malin Plaisir de David Hare, mise en scène Jacques Lassalle, théâtre de l'Atelier
- 2003 : La Preuve de David Auburn, mise en scène Bernard Murat, théâtre des Mathurins
- 2005 : Laissez-moi de Marcelle Sauvageot, mise en scène Lætitia Masson, théâtre des Bouffes du Nord
- 2007 : Gamines de Sylvie Testud, mise en scène de l'auteur, Comédie de Picardie, théâtre de la Croix-Rousse, théâtre national de Nice
- 2009 : Le Démon de Hannah d'Antoine Rault, mise en scène Michel Fagadau, Comédie des Champs-Élysées
- 2011 : Le Temps qui passe de Karine Silla-Pérez, mise en scène Vincent Perez, théâtre des Mathurins
- 2012 : Les Derniers Jours de Stefan Zweig de Laurent Seksik, mise en scène Gérard Gélas, théâtre Antoine
- 2014 : Vita & Virginia d'Eileen Atkins, mise en scène Jean-Marie Besset, Festival NAVA (Limoux)
- 2014 : Splendour de Géraldine Maillet, mise en scène Catherine Schaub, théâtre de Paris

## Distinctions

### Récompenses
| Année | Cérémonie ou récompense     | Prix                                  | Film / Pièce de théâtre                |
| ----- | --------------------------- | ------------------------------------- | -------------------------------------- |
| 1992  | Prix Michel-Simon           | Meilleure actrice                     | Van Gogh                               |
| 1993  | Prix Romy-Schneider         |                                       | Mina Tannenbaum                        |
| 1998  | Festival du film de Cabourg | Meilleure actrice                     | L'homme est une femme comme les autres |
| 2009  | Chlotrudis Awards           | Meilleure actrice dans un second rôle | Il y a longtemps que je t'aime         |
| 2009  | César                       | Meilleure actrice dans un second rôle | Il y a longtemps que je t'aime         |
| 2012  | Festival de l'Alpe d'Huez   | Prix d'interprétation féminine        | Plan de table                          |
| 2015  | Globes de Cristal           | Meilleure comédienne de théâtre       | Splendour                              |
| 2020  | Festival de l'Alpe d'Huez   | Prix d'interprétation féminine        | Tout nous sourit                       |

### Nominations

#### César du cinéma
- César 1992 : César du meilleur espoir féminin pour Van Gogh
- César 1993 : César du meilleur espoir féminin pour Beau fixe
- César 1995 : César du meilleur espoir féminin pour Mina Tannenbaum

#### Autre
- Lumières 2016 : prix Lumières de la meilleure actrice pour Un plus une

## Jury de festival
- 1999 : Festival du cinéma américain de Deauville
- 2001 : Festival international du film de Marrakech
- 2002 et 2010 : Festival du film britannique de Dinard
- 2004 : Fantastic'Arts
- 2009 et 2015: Festival international du film policier de Beaune
- 2011 : Festival du film de La Réunion
- 2016 : Festival international du film fantastique de Gérardmer
- 2021 : Un certain regard (festival de Cannes)